# 경안고등학교 (경북)
경안고등학교(慶安高等學校)는 대한민국 경상북도 안동시 금곡동에 있는 사립 고등학교이다.

## 학교 연혁
- 1954년 2월 20일 : 재단법인 경안고등학원 설립인가
- 1954년 2월 20일 : 반피득 선교사 초대 이사장 취임
- 1954년 3월 19일 : 경안고등학교 6학급 설립인가
- 1954년 4월 1일 : 반피득 선교사 초대 교장 취임
- 1954년 5월 14일 : 경안고등학교 개교 기념일
- 1956년 6월 29일 : 재단법인 경안학원으로 인가
- 1958년 3월 10일 : 학칙 변경에 의하여 1부 9학급, 2부 3학급 인가
- 1961년 3월 7일 : 병설 영안중학교 9학급 설립인가
- 1962년 1월 19일 : 영안중학교를 경안중학교로 교명 변경
- 1964년 3월 31일 : 재단법인 경안학원을 학교법인 경안학원으로 조직변경 인가
- 1973년 7월 20일 : 학칙변경으로 중, 고등학교 분리
- 1978년 12월 19일 : 학칙변경에 의하여 2부 6학급 설립인가
- 2008년 3월 1일 : 학칙변경으로 18학급 인가
- 2020년 4월 8일 : 이성수 장로 제32대 이사장 취임
- 2023년 1월 4일 : 제67회 졸업식(총 21,297명 졸업)
- 2023년 9월 1일 : 박성수 선생 제25대 교장 부임

## 참고 자료
- 경안고등학교 - 한국교육학술정보원 학교알리미